# Chloë Grace Moretz
Chloë Grace Moretz (født 10. februar 1997 i Atlanta, Georgia) er en amerikansk skuespiller, blandt andet kendt for rollen som Mindy Macready/Hit Girl i filmen Kick-Ass. I 2005 begyndte hun sin skuespillerkarriere i filmen The Amityville Horror i en alder af syv år. Efter dette har hun haft roller i film som Kick-Ass, Kick-Ass 2, Let Me In, Dark Shadows, Carrie, If I Stay og The Equalizer, hvor hun spillede sammen med Denzel Washington.
Under Oscaruddelingen 2015 uddelte hun prisen for bedste visuelle effekter, sammen med med-skuespiller i Carrie, Ansel Elgort. Prisen gik til Interstellar.

## Filmografi (udvalgt)

### Film
- 2005: The Amityville Horror – Chelsea Lutz
- 2006: Big Momma's House 2 – Carrie
- 2008: Bolt – Young Penny (stemme)
- 2009: (500) Days of Summer – Rachel Hansen
- 2010: Kick-Ass – Mindy Macready/Hit Girl
- 2010: Let Me In – Abby
- 2011: Hick – Luli McMullen
- 2011: Hugo – Isabelle
- 2011: Texas Killing Fields – Little Ann Sliger
- 2012: Dark Shadows – Carolyn Stoddard
- 2013: Carrie – Carrie White
- 2013: Kick-Ass 2 – Mindy Macready/Hit Girl
- 2014: If I Stay – Mia Hall
- 2014: The Equalizer – Teri
- 2014: Laggies – Annika
- 2014: Clouds of Sils Maria – Jo-Ann Ellis
- 2015: Dark Places (kommende) – Diondra
- 2016: The 5th Wave (kommende) – Cassie Sullivan
- 2016: November Criminals (kommende) – Digger

### Fjernsyn
- 2005: My Name is Earl – Candy Stoker (1 episode)
- 2006-07: Desperate Housewives – Sherri Maltby (2 episoder)
- 2007-08: Dirty Sexy Money – Kiki George (7 episoder)
- 2011-13: 30 Rock – Kaylie Hooper (3 episoder)

### Spil
- 2010: Kick-Ass: The Game – Mindy Macready/Hit-Girl
- 2012: Dishonored – Emily Kaldwin I[2]